# Séisme de 1759 dans l'Entre-deux-Mers
Le séisme de 1759 dans l'Entre-deux-Mers, (ou séisme bordelais de 1759 ) est un évènement sismique ayant secoué la région bordelaise et celle de l'Entre-deux-Mers, le 10 août 1759.

## Effets
Le séisme, intervenu vers 10 heures du soir, a une puissance de 7,5 sur l'échelle MSK. Proche de l'épicentre, les bâtiments hauts, typiquement les églises ou châteaux, voient leurs murs, remparts, clochers, voutes fissurés. Dans une région plus large, incluant Bordeaux, les cheminées et pointes tombent, tandis que la coupole de l'église de Notre-Dame du Hâ, affaiblie, s'effondre. Six jours plus tard, le 16 août 1759, une réplique est nettement ressentie à Bordeaux. C'est le séisme le plus important de l'histoire de la région.
Jacques-Louis Ménétra, compagnon vitrier, de passage à Bordeaux lors de son tour de France, en fait le récit quelques années plus tard dans son Journal.
L'effondrement de la voute de l'église Notre-Dame est mentionné par François de Lamontaigne (d) dans sa Chronique bordelaise.
D'autres séismes ont été recensés en Gironde, notamment le 26 janvier 1852, le 25 janvier 1799, le 7 septembre 1972.